# Nanaimo City (circonscription britanno-colombienne)
Pour les articles homonymes, voir Nanaimo (homonymie).
Circonscription électorale provinciale du Canada
Nanaimo City est une ancienne circonscription provinciale de la Colombie-Britannique représentée à l'Assemblée législative de la Colombie-Britannique de 1890 à 1916.

## Géographie
La circonscription représentait la ville de Nanaimo sur l'île de Vancouver.

## Liste des députés
| Législature                                | Années                        | Député                        | Député                        | Parti                         |        |        |
| Nanaimo City Issue de Nanaimo              | Nanaimo City Issue de Nanaimo | Nanaimo City Issue de Nanaimo | Nanaimo City Issue de Nanaimo | Nanaimo City Issue de Nanaimo |        |        |
| ------------------------------------------ | ----------------------------- | ----------------------------- | ----------------------------- | ----------------------------- | ------ | ------ |
| 6e                                         | 1890–1894                     |                               | Thomas Keith                  | Travailliste                  |        |        |
| 7e                                         | 1894–1898                     |                               | James McGregor                | Gouvernement                  |        |        |
| 8e                                         | 1898–1900                     |                               | Robert Edward McKechnie       | Opposition                    |        |        |
| 9e                                         | 1900–1900                     |                               | Ralph Smith                   | Travailliste                  |        |        |
| 9e                                         | 1901-1903                     |                               | James Hurst Hawthornthwaite   | Socialiste                    |        |        |
| 10e                                        | 1903–1907                     |                               | James Hurst Hawthornthwaite   | Socialiste                    |        |        |
| 11e                                        | 1907–1908                     |                               | James Hurst Hawthornthwaite   | Socialiste                    |        |        |
| 11e                                        | 1908-1909                     |                               | Vacant                        | Vacant                        | Vacant | Vacant |
| 11e                                        | janv.-nov. 1909               |                               | James Hurst Hawthornthwaite   | Socialiste                    |        |        |
| 12e                                        | 1909–1912                     |                               | James Hurst Hawthornthwaite   | Socialiste                    |        |        |
| 13e                                        | 1912–1916                     |                               | John Thomas Wilmot Place      | Social-démocrate              |        |        |
| Circonscription de Nanaimo and the Islands |                               |                               |                               |                               |        |        |